# برف آباد عليا (مقاطعة إسلام آباد غرب)
برف‌آباد عليا (بالفارسية: برف‌آباد علیا) هي قرية تقع في قسم حومة الجنوبي الريفي (مقاطعة إسلام آباد غرب) في إيران. يقدر عدد سكانها بـ 1,343 نسمة .